# Comuna Liubomîrivka, Bereznehuvate
Liubomîrivka (în ucraineană Любомирівка) este o comună în raionul Bereznehuvate, regiunea Mîkolaiiv, Ucraina, formată din satele Iakovlivka, Liubomîrivka (reședința), Novopetrivka și Veselîi Kut.

## Demografie
Componența lingvistică a comunei Liubomîrivka
     Ucraineană (93%)
     Rusă (4,51%)
     Română (1,42%)
     Alte limbi (0,48%)
Conform recensământului din 2001, majoritatea populației comunei Liubomîrivka era vorbitoare de ucraineană (93%), existând în minoritate și vorbitori de rusă (4,51%) și română (1,42%).